# ДВС (футбольный клуб)
«Дор Вилскрахт Стерк» (нидерл. Door Wilskracht Sterk), или просто ДВС (нидерл. DWS) — профессиональный в прошлом нидерландский футбольный клуб из Амстердама.

## История
Команда была основана 11 октября 1907 года под названием «Фортуна». 22 октября 1909 года название было изменено на ДВС.
Профессиональный дебют клуба состоялся в 1954 году. В то время домашние матчи клуб проводил на Олимпийском стадионе. В результате слияния с «БВК Амстердам» ДВС впервые в своей истории получил возможность выступить в Эредивизи в сезоне 1958/59 под названием ДВС/А.
В сезоне 1963/64 ДВС в единственный раз в своей истории стал чемпионом Нидерландов, причём предшествующий сезон команда провела в Эрсте Дивизи. Это и по сей день остаётся уникальным достижением.
Клуб неплохо выступил и в розыгрыше Кубка европейских чемпионов 1964/65 — ДВС дошёл до стадии 1/4 финала, где уступил венгерскому «Вашашу» из Дьёра. В том же году ДВС занял в чемпионате второе место, уступив золото «Фейеноорду». В дальнейшем команда, как правило, занимала места в середине турнирной таблицы. В 1972 году ДВС слился с клубом «Блау-Вит», в результате слияния появился клуб «Амстердам». ДВС ныне имеет любительский статус, при клубе существует юношеская футбольная школа.

## Достижения
- Победитель первого дивизиона Нидерландов: 1962/63
- Чемпион Нидерландов: 1963/64
- Вице-чемпион Нидерландов: 1964/65